# Клокуново
Клокуново — деревня в Вологодском районе Вологодской области.
Входит в состав Кубенского сельского поселения, с точки зрения административно-территориального деления — в Кубенский сельсовет.
Расстояние по автодороге до районного центра Вологды — 33 км, до центра муниципального образования Кубенского — 3 км. Ближайшие населённые пункты — Пазино, Потанино, Губино, Ширяево, Олехово, Куровское, Алёшино, Кашкалино, Погост Воскресенье, Коншино.
По переписи 2002 года население — 23 человека (12 мужчин, 11 женщин). Всё население — русские.